# Breitscheidplatz
Breitscheidplatz és una plaça pública de la ciutat de Berlín, Alemanya. Junt a l'avinguda Kurfürstendamm, marca el centre de l'antic Berlín Occidental.
Breitscheidplatz se situa en el districte de Charlottenburg, prop del Jardí Zoològic de Berlín i la vora sud-oest del Tiergarten. Està al cantó de Kurfürstendamm i la seua continuació cap a l'est, Tauentzienstraße, que porta cap a Schöneberg i els grans magatzems Kaufhaus des Westens a Wittenbergplatz. L'edifici Europa-Center tanca la Breitscheidplatz per l'est. Al seu centre hi ha l'Església Memorial Kaiser Wilhelm, amb la seua característica torre derruïda per un bombardeig a la Segona Guerra Mundial.
Després de la Primera Guerra Mundial, la plaça va ser punt de trobada per als bohemis. El 1928 la plaça albergava un conjunt de cinemes, teatres i altres establiments comercials, i alguns empresaris havien cercat convertir-la en la Broadway berlinesa.
En la vesprada del 19 de desembre de 2016, la plaça, que albergava un mercat nadalenc, va ser l'escenari d'un atemptat reclamat per l'Estat Islàmic en el qual un terrorista va realitzar un atropellament massiu amb un camió, matant a 12 persones i ferint-ne a altres 49.